# Municipio de Milicz
Milicz es un municipio (gmina) urbano-rural en el distrito de Milicz, voivodato de Baja Silesia, en el suroeste de Polonia. Su sede es la ciudad de Milicz, que dista unos 49 kilómetros de la capital regional, la ciudad de Breslavia.
El municipio tiene una superficie de 435,61 km² y en 2006 su población total era de 24 254 habitantes (dentro de esta la población de la localidad de Milicz es un total de 12,004 habitantes, y la población de la parte rural de la gmina es de 12,250 habitantes).

## Municipios vecinos
El municipio de Milicz está junto a la ciudad de Sulmierzyce y los municipios de Cieszków, Jutrosin, Krośnice, Odolanów, Pakosław, Rawicz, Sośnie, Trzebnica, Zawonia, Zduny y Żmigród.

## Localidades

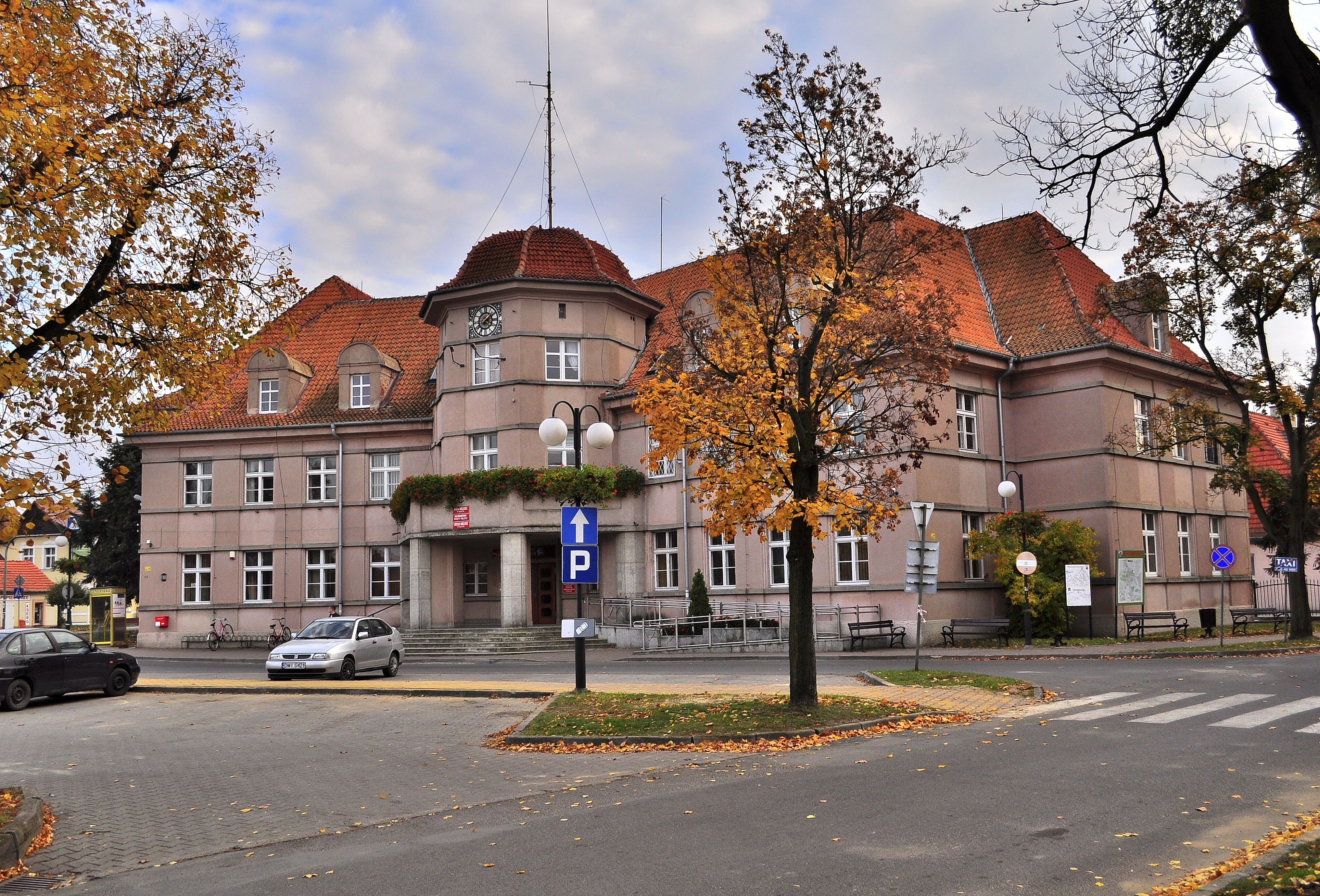
Municipio de Milicz, urbano-rural en el distrito de Milicz, voivodato de Baja Silesia, en el suroeste de Polonia, Un lugar muy bueno a la vista con ganas de visitarlo.

Aparte de la ciudad de Milicz, el municipio también contiene las localidades de Baranowice, Bartniki, Borzynowo, Brzezina Sułowska, Czatkowice, Duchowo, Dunkowa, Gądkowice, Godnowa, Gogołowice, Gołkowo, Grabówka, Grabownica, Gruszeczka, Henrykowice, Kaszowo, Kolęda, Łąki, Latkowa, Miłochowice, Miłosławice, Młodzianów, Niesułowice, Nowy Zamek, Olsza, Ostrowąsy, Piękocin, Piotrkosice, Poradów, Postolin, Potasznia, Pracze, Ruda Milicka, Ruda Sułowska, Słączno, Sławoszowice, Stawiec, Sulimierz, Sułów, Świętoszyn, Tworzymirki, Tworzymirki Górne, Wałkowa, Węgrzynów, Wielgie Milickie, Wilkowo, Wodników Górny, Wróbliniec, Wrocławice, Wszewilki, Wziąchowo Małe y Wziąchowo Wielkie.

## Galería de imágenes

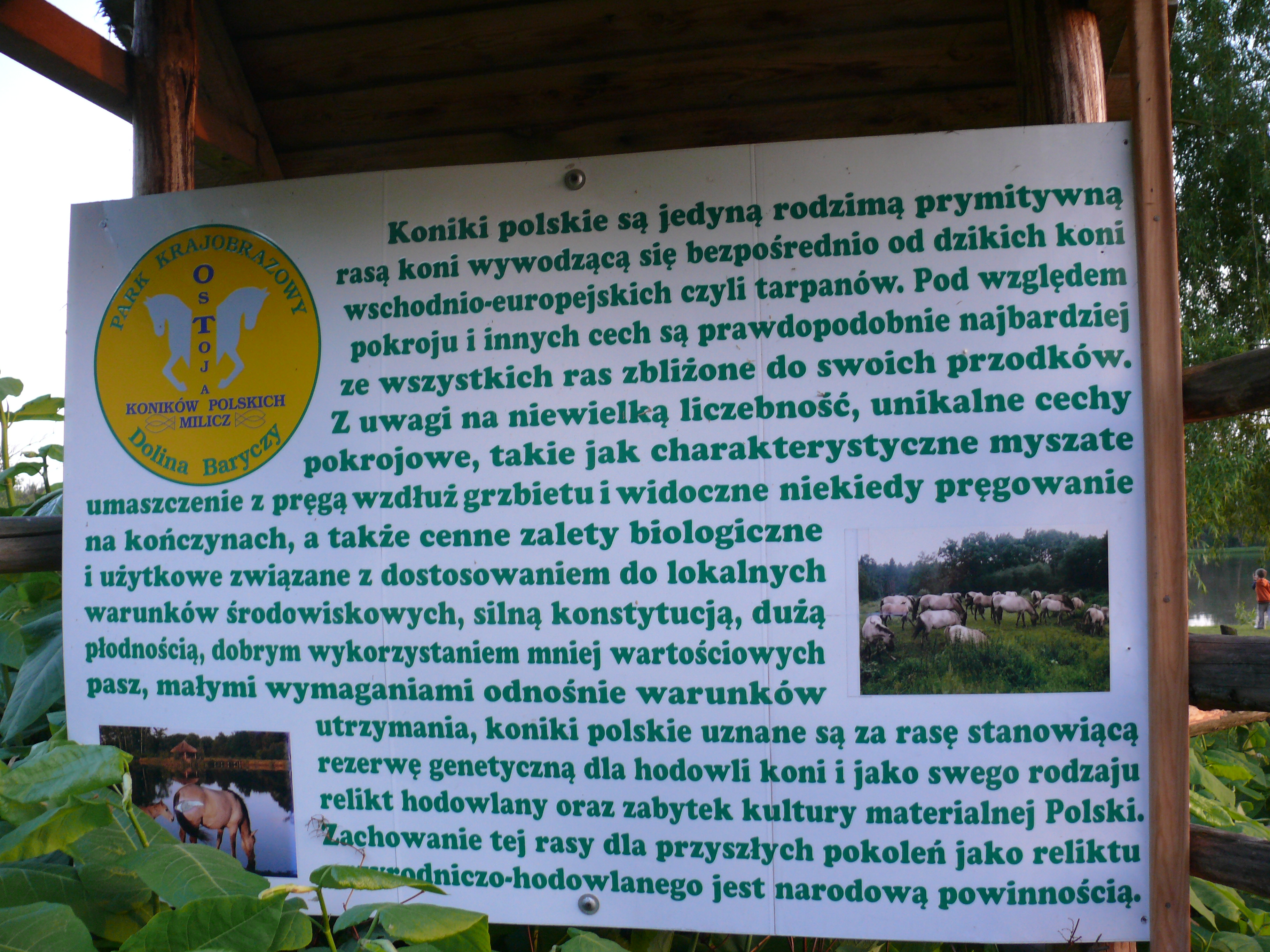
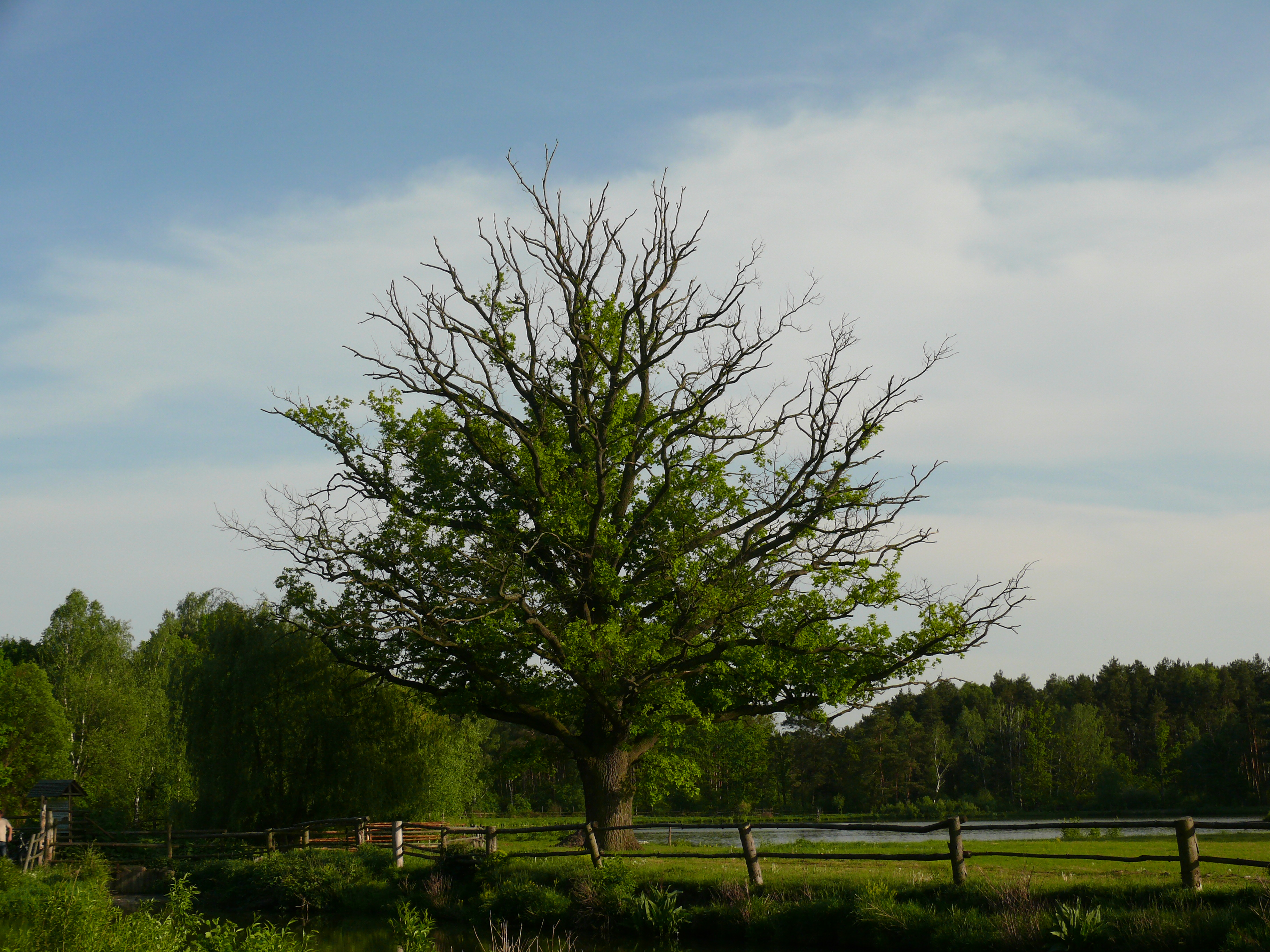
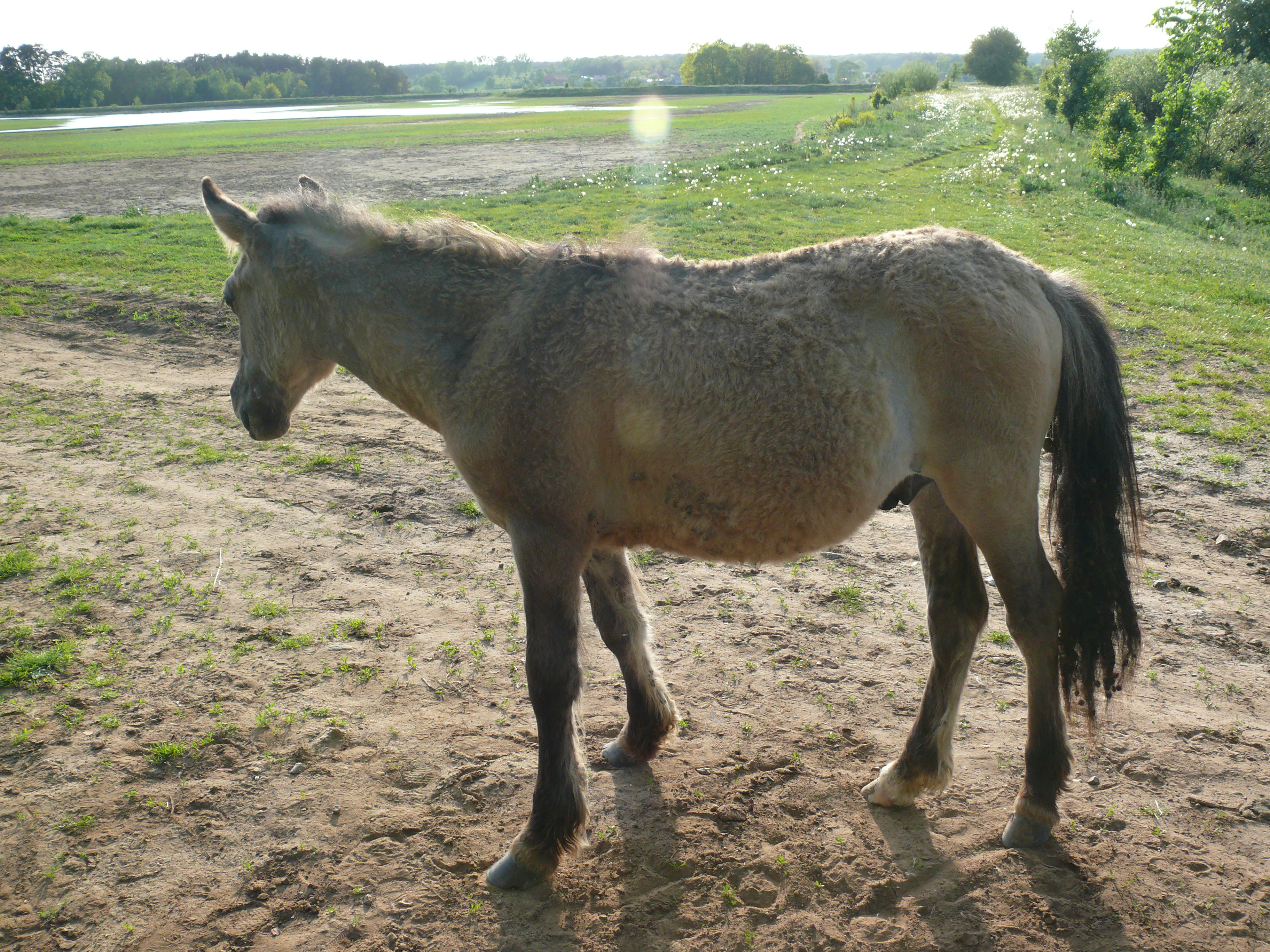